# انار (آلبوم)
انار نام آلبوم تکی به‌وسیلهٔ خواننده-ترانه‌نویس چک، مارکتا ایرگلووا می‌باشد. این آلبوم در آمریکا در تاریخ ۱۱ اکتبر ۲۰۱۱ و با برچسب آنتی- به‌بازار آمد. این آلبوم شامل یک ترانهٔ سنتی و فولکلور ایرانی به‌اسم دختر قوچانی نیز هست.

## فهرست آهنگ‌ها
| شماره | نام                                 | مدت  |
| ----- | ----------------------------------- | ---- |
| ۱.    | «با تو بودن» (ایرگلووا، راب بوچنیک) | ۴:۵۴ |
| ۲.    | «ما خوبیم»                          | ۵:۱۰ |
| ۳.    | «چهاراه‌ها»                          | ۵:۱۲ |
| ۴.    | «بال‌های عشق»                        | ۳:۴۷ |
| ۵.    | «فقط در سر تو»                      | ۳:۰۲ |
| ۶.    | «زمان‌بندی الهی»                     | ۳:۲۹ |
| ۷.    | «برو عقب»                           | ۳:۰۹ |
| ۸.    | «بگذار عاشق شوم»                    | ۵:۳۳ |
| ۹.    | «به‌خاطر گذشته‌ها»                    | ۴:۴۴ |
| ۱۰.   | «آخرین خزان»                        | ۲:۲۵ |
| ۱۱.   | «دختر قوچانی» (Traditional)         | ۴:۰۱ |
| ۱۲.   | «حالا میدانی»                       | ۳:۴۵ |